# Mando de Artillería Antiaérea del Ejército de Tierra de España

Escudo del Mando de Artillería Antiaérea.

El Mando de Artillería Antiaérea (MAAA) es un conjunto de Unidades, básicamente de Artillería, puestas bajo un mando único y constituidas, adiestradas y equipadas para contribuir, en el marco conjunto o conjunto-combinado, al control del espacio aéreo y defensa aérea del territorio nacional y, en su caso, reforzar a otras organizaciones, de acuerdo con la doctrina conjunta y la específica terrestre.
El Mando se articula en un Cuartel General y un conjunto de Unidades de Artillería Antiaérea y de apoyo al combate.
Forman parte del MAAA:
- MAAA en Madrid.
- Regimiento de Artillería Antiaérea n.º 71 (RAAA-71) en Madrid.
- Regimiento de Artillería Antiaérea n.º 73 (RAAA-73)  en Cartagena (Murcia).
- Regimiento de Artillería Antiaérea n.º 74 (RAAA74) en San Roque (Cádiz) y Base El Copero, Dos Hermanas (Sevilla).
- Unidad de Transmisiones del Mando de Artillería Antiaérea, UTMAAA en Madrid y Base El Copero, Dos Hermanas (Sevilla).

El 31 de diciembre de 2015 quedó disuelto el Regimiento de Artillería Antiaérea n.º 72 (RAAA-72), que tuvo su acuartelamento en Zaragoza. Un año más tarde, el Regimiento de Artillería Antiaérea n.º 81 (RAAA-81) corrió la misma suerte que el anterior aunque su Grupo Patriot, permaneciendo en Marines (Valencia), pasó a depender del Regimiento de Artillería Antiaérea 73.

Bandera de percha del Mando de Artillería Antiaérea

Desde septiembre de 2020, fruto de una reorganización del Ejército de Tierra, se encuadra en el nuevo Mando de Apoyo a la Maniobra, perteneciente a la Fuerza Terrestre y que encuadra unidades de apoyo como ésta, el Mando de Ingenieros, Transmisiones o Artillería de campaña, entre otras. 